# Recaré (Lugo)
Recaré (llamada oficialmente San Xiao de Recaré) es una parroquia española del municipio de Valle de Oro, en la provincia de Lugo, Galicia.

## Otras denominaciones
La parroquia también es conocida por los nombres de San Julián de Recaré y San Xulián de Recaré.

## Organización territorial
La parroquia está formada por quince entidades de población, constando trece de ellas en el nomenclátor del Instituto Nacional de Estadística español:
- Alvariña (A Alvariña)
- A Fonte da Vila
- As Carballas
- Casal
- Fornos
- Marcurín (Mercurín)
- Marquesado (O Marquesado)
- O Alvaroxil
- O Catadoiro
- O Escorial
- O Pazo
- Saá (Sa)
- Torre (A Torre)
- Torrullón
- Trasmil

## Demografía
| Gráfica de evolución demográfica de Recaré entre 2000 y 2021 |
|                                                              |
| Datos según el nomenclátor publicado por el INE.             |